# Donal MacIntyre
Donal MacIntyre (Dublin, 25 januari 1966) is een Iers onderzoeksjournalist die gespecialiseerd is in undercoveracties en onthullingen op televisie. Hij is vaak geprezen voor zijn moed en toewijding, vooral op het gebied van onderzoek naar verzorgingstehuizen voor ouderen en verstandelijk gehandicapten. Hij heeft meerdere prijzen gewonnen voor zijn werk; niet alleen in Ierland, maar ook in het Verenigd Koninkrijk, Frankrijk en Spanje. Desondanks heeft zijn stijl van werken veel kritische reacties opgeroepen van zowel traditionele journalisten als personen wier activiteiten hij onthulde.
Met het toenemen van zijn bekendheid is ook het risico om herkend te worden tijdens een undercoveroperatie vergroot, waardoor MacIntyre zich tegenwoordig vaker richt op het presenteren van documentaires waarbij collega's het undercoverwerk doen. Daarnaast heeft hij zich toegelegd op traditionelere presentatievormen; voor BBC TV en Five maakte hij natuurdocumentaires over weerfenomenen en wilde dieren. In 2007 regisseerde hij A Very British Gangster, die in première ging op het Sundance Film Festival.

## Levensloop

### Jeugd
MacIntyre werd in 1966 geboren in Dublin als helft van een tweeling. Zijn vader Tom was actief als schrijver en zijn (Amerikaanse) moeder werkte in de Ierse filmwereld. Toen zijn ouders in 1970 scheidden werden hij en zijn vier broers en zussen door hun moeder opgevoed. Hij woonde afwisselend in Kildare, de Verenigde Staten en Engeland. Zijn oudere broer Darragh werkt tegenwoordig als verslaggever bij het BBC-programma Panorama, terwijl zijn broer Tadhg en zijn zus Deirdre beiden psycholoog zijn.
MacIntyre was in zijn jongere jaren actief als atleet; hij speelde rugby union en vertegenwoordigde Ierland op de wereldkampioenschappen kanoën. De Dubliner racete wereldwijd, van Australië tot Portugal, en won Ierse en Britse titels op meerdere niveaus. Daarnaast probeerde hij zich tweemaal in teamverband te kwalificeren voor de Olympische Zomerspelen, maar hij haalde het nooit tot het eindtoernooi omdat hij, in zijn eigen woorden, "niet goed genoeg was".
MacIntyre genoot zijn opleiding in Dublin en Londen, en behaalde zijn Master in Communication Policy aan de City University London.

### Krantenjournalist
Na te zijn afgestudeerd werkte hij als journalist voor de afdelingen nieuws, sport en financiën van de kranten The Sunday Tribune en The Irish Press in Dublin. Zijn eerste journalistieke onderzoek richtte zich op beschuldigingen betreffende een Law Society. Vervolgens schreef hij vergelijkbare artikelen voor The Guardian, de Daily Mail en de New Statesman.

### 1993-1999
MacIntyre begon in 1993 met televisiewerk bij de BBC, voor het onderzoeksprogramma On-The-Line. Na een dodelijk kajakongeluk bij Lyme Regis, waarbij vier schoolkinderen om het leven kwamen, werd hij - mede dankzij zijn ervaring in het kanoën - undercover gestuurd als een instructeur bij een organisatie voor extreme sporten, om het gebrek aan reglementen en controle in deze tak van de sport aan de kaak te stellen.
Na enkele documentaires te hebben gemaakt voor de BBC, waaronder Taking Liberties, stapte hij over naar ITV, waar hij begon met het programma World In Action. MacIntyre ontving twee journalistieke van de Britse Royal Television Society voor een onderzoek in 1996 in het kader van dit programma naar het verband tussen drugdealers en particliere beveiligingsbedrijven voor nachtclubs. Elf maanden lang leefde hij onder een fictieve identiteit om het vertrouwen te winnen van de criminelen die betrokken waren bij de activiteiten.

### 1999-2003
In 1997 kreeg hij zijn eigen show, MacIntyre Undercover, op BBC One. De serie ging twee jaar later in première, en draaide onder meer om zijn infiltratie van een groep Chelsea-hooligans genaamd de Chelsea Headhunters. Ook de wanpraktijken in een verzorgingstehuis voor verstandelijk gehandicapten en bij meerdere modellenbureau kwamen door zijn onderzoek aan het licht. Het programma werd een grote hit, en was mede bepalend voor de standaard voor onderzoeksjournalistiek op televisie.
In 2000 werd Jason Marriner, een hooligan die deel uitmaakte van de Headhunters, veroordeeld tot zes jaar gevangenisstraf voor het organiseren van een gevecht met een rivaliserende ploeg, gebaseerd op beelden van MacIntyre en zijn team. Deze werd onder politiebescherming geplaatst tijdens het proces. Het was de eerste duidelijke overwinning op de hooliganwereld, nadat een poging van de politie zelf tien jaar eerder op een fiasco was uitgedraaid. MacIntyre was ook mede verantwoordelijk voor de veroordeling van leden van Combat 18, die later hun logo op zijn auto schilderden en ervoor zorgden dat hij zich genoodzaakt zag te verhuizen.
MacIntyres onthullingen van de praktijken in een verzorgingstehuis in Kent resulteerde in de sluiting ervan en een officiële waarschuwing voor twee medewerkers voor agressief gedrag. Vervolgens claimde The Sunday Telegraph dat het programma de waarheid deels had verdraaid, waarbij enkele leden van de politie van Kent werden geciteerd die het tehuis hadden onderzocht in navolging van MacIntyre. De agenten gaven kort daarop echter toe expres de reputatie van de journalist te hebben willen beschadigen; de kritiek werd ingetrokken, en MacIntyre kreeg een vergoeding. Dit programma, dat mede vanwege de acties van de agenten veel aandacht kreeg, werd door de Ier gebruikt als campagne voor de organisaties Mencap (voor mensen met een ontwikkelingsstoornis) en Action Against Elder Abuse. Hij heeft nog drie andere afleveringen gemaakt over dit onderwerp.
Aan het einde van het tweede seizoen van MacIntyre Investigates voor de BBC werd hij intern bekritiseerd vanwege de hoge kosten van het programma: rond de 2 miljoen pond. Ter vergelijking: een aflevering van Panorama kostte gemiddeld £100.000-£150.000. Daarnaast werden van zijn programma hoge kijkcijfers verwacht, hetgeen een bepaalde druk opleverde die volgens sommige collega-onderzoeksjournalisten niet ten goede kwamen aan de integriteit van MacIntyre Investigates.

### Vanaf 2003
De risico's van herhaaldelijk undercoverwerk hebben ervoor gezorgd dat MacIntyre zich steeds meer heeft toegelegd op het presenteren, terwijl zijn collega's undercover gingen. De Ier tekende begin 2003 een contract bij Five, waar hij veel lof kreeg voor zijn serie Underworld Strand, waarin enkele van de beruchtste Britse criminelen werden uitgelicht. Later presenteerde hij Street Crime Live.
In 2007 begon MacIntyre met de productie van een documentaire over de wereld van de rijkere criminelen, die een leven van luxe kennen zonder legitieme inkomstenbronnen. Hij gaf aan een "Michael Moore-film over gangsters" te willen maken. "Het was interessant om een draai van 180 graden te maken van mijn undercoverwerk naar een productie waarbij ik overal toegang had. Ik wilde een band scheppen." De documentaire werd uiteindelijk uitgebracht als een film, A Very British Gangster, die draaide om het leven van Dominic Noonan, een gangster en huurmoordenaar uit Manchester wiens broer Desmond tijdens de productie van de film om het leven kwam door een steekpartij. MacIntyre heeft de intentie uitgesproken meer van dergelijke films te maken over criminelen die hoog op de sociale ladder staan. Daarnaast heeft hij enkele prijswinnende televisie-advertenties geregisseerd voor de Britse SMOKE IS POISON-campagne. Een van de afleveringen van de reclameserie, Polonium, werd door de Britse regering verboden uit piëteit met de familie van de vermoorde Russische dissident Aleksander Litvinenko, die door dit vergif om het leven was gekomen.
Vanaf 6 april 2008
presenteert MacIntyre een wekelijks radioprogramma op BBC Radio Five Live.
Zoals eerder vermeld heeft MacIntyre ook een carrière als sportman achter de rug; hij vertegenwoordigde Ierland op de WK kanoën, en heeft deze achtergrond gebruikt als basis voor enkele reisprogramma's. De Wild Weather-serie voor de BBC is wereldwijd uitgezonden, en voor zijn recente televisieserie Edge of Existence, in Engeland uitgezonden op Five, leefde hij samen met verschillende primitieve stammen, waaronder de Bajau op Borneo en de Swagap op Papoea-Nieuw-Guinea. Van de laatstgenoemde stam nam hij vervolgens enkele leden mee terug, om ze samen te laten wonen met zijn familie in Londen. Dit experiment werd op Five uitgezonden als Return of the Tribe.

## Persoonlijk
In juli 2006 trouwde MacIntyre in het Ierse Slane Castle met Ameera De La Rosa. Ze hebben twee kinderen; Allegra (uit een vorige relatie van De La Rosa) en Tiger Willow McIntyre, die op 18 april 2007 werd geboren. De journalist is een fervent bergbeklimmer en bokser.